# Dann schon lieber Lebertran
Dann schon lieber Lebertran is een Duitse filmkomedie uit 1931 onder regie van Max Ophüls.

## Verhaal
Een 6-jarige jongen heeft er schoon genoeg van dat hij elke avond voor het slapengaan een grote lepel levertraan moet innemen. Hij bidt de hemel dat de rol van ouders en kinderen wordt omgedraaid. Wanneer hij wakker wordt, blijkt zijn wens in vervulling te zijn gegaan. Na een vermoeiende dag bedenkt hij dat hij toch liever dagelijks een lepel levertraan inneemt.

## Rolverdeling
| Acteur            | Personage         |
| ----------------- | ----------------- |
| Käthe Haack       | Mevrouw Augustin  |
| Max Gülstorff     | Mijnheer Augustin |
| Alfred Braun      | Sint-Pieter       |
| Paul Kemp         | Sint-Michiel      |
| Hannelore Schroth | Ellen             |
| Gert Klein        | Peter             |
| Martin Milleville |                   |